# Sergij Radonesjskij
Sergij Radonesjskij (russisk: Се́ргий Ра́донежский, født 14. maj 1314, død 25. september 1392, også kendt som Sergius og Sergij af Radonesj og Sergij af Moskva) var åndelig leder og blandt grundlæggerne af Den russisk-ortodokse kirke. Sammen med Serafim af Sarov er han en af den ortodokse kirkes højst rangerende helgener.
Han angives at være født som søn i en bojarfamilie i en by noget uden for Rostov. Han blev navngivet Bartholomus. Da fyrst Ivan Danilovitj fra Storfyrstendømmet Moskva overtog fyrstendømmet Vladimir-Suzdal, som Rostov hørte under, mistede familien sin formue og flyttede til Radonesj. Da forældrene døde, flyttede Bartholomus til Khotkovo nær Moskva, hvor han storebror var munk. Han overtalte broren til at flytte til et mere øde sted for at leve sit asketiske liv og sammen byggede de en lille klostercelle og en kirke i en skov uden for Moskva. Stedet udviklede sig til Troitse-Sergijeva Lavra.
Efter at have levet som eneboer i skoven i mere end et år, blev han optaget i munkeordenen i Moskva og givet navnet Sergius (Sergij). Mange munke besøgte Sergijs sted i skoven, hvor de byggede deres egne munkeceller. Med tiden voksede stedet og blev til byen Sergijev Posad og Sergij blev udnævnt til præst. Da Sergijs bedrifter kom Konstantinopels patriark for øre, fik han tilladelse til at grundlægge klostre. Sergij og hans disciple grundlagde herefter en række klostre i det centrale og nordlige Rusland. I Moskva grundlagde Sergijs disciple bl.a. Solovetskijklostret, Kirillo-Belozerskijs kloster og Simonovklostret. Opførelsen af de mange klostre og den voksende tilhængerskare fik metropolitten af Moskva, Aleksij (Alexius) til at foreslå Sergij at efterfølge ham, men Sergij afslog, da han foretrak at være munk i stedet for biskop.
Sergij døde den 25. september 1392. Hans relikvier blev fundet i 1422 og flyttet til katedralen i Troitse-Sergijeva lavra. Det er uklart, hvornår han blev kanoniseret; det fandt sted enten i 1452 eller i 1448 Den ortodokse kirke fejrer ham den 25. september, datoen for hans død, og den 5. juli, dagen hvor relikvierne blev fundet.
Den katolske kirke anerkender også Sergij som helgen.